# Alar
Alar es una localidad del municipio cántabro de San Pedro del Romeral, en España. En el año 2024 tenía una población de 54 habitantes. En el Diccionario Madoz (1846-1850) aparece escrito como El Alar. Se encuentra al sur de la capital municipal, pegado a la misma.